# Jean Egger
Pour les articles homonymes, voir Egger.
Hans Egger connu sous le nom de Jean Egger, né le 14 mai 1897 à Hüttenberg et mort à Klagenfurt le 16 octobre 1934, est un peintre autrichien. 

## Biographie
Il étudie entre 1918 et 1922 à l'Académie des beaux-arts de Munich où il est élève de Heinrich von Zügel et Carl Johann Becker-Gundahl (de). Il voyage ensuite en Italie, en Hollande et en Scandinavie où il rencontre Oda et Christian Krohg et Edvard Munch. 
Il arrive en France en 1924 et francise alors son prénom. Il devient un proche de Le Corbusier, Chaim Soutine, Moise Kisling, Leopold Zborowski, Beatrice Hastings et Paul Clemenceau, le frère de Georges Clemenceau. Il expose au Salon des Tuileries de 1929 un Nu et une Tête. 
A l'été 1930, avec sa compagne Signe Wallin,, il se rend en Suède où il peint une série de paysages qu'il présente ensuite au Salon d'automne.
Malade des poumons, il s'installe à Pollença sur l'île de Majorque pour se soigner mais lors d'un passage à Klagenfurt, il y meurt de la tuberculose le 16 octobre 1934.

## Galerie

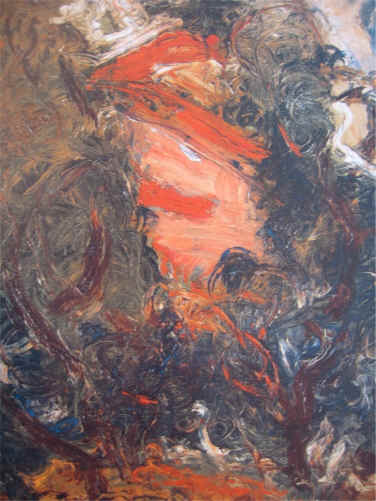
Mallorca, huile sur toile, vers 1933
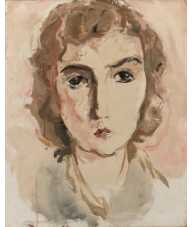
Portrait de Signe Wallin
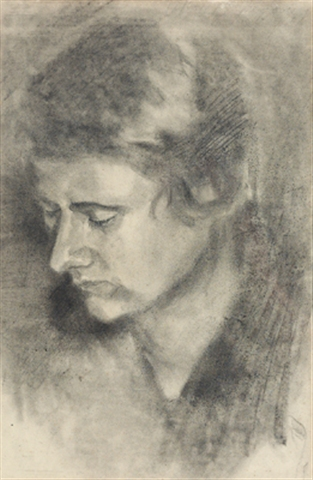
Portrait de femme, les yeux baissés